# فينس إيبرت
فينس إيبرت (بالألمانية: Vince Ebert)‏ هو فيزيائي ومذيع ومؤلف ألماني، ولد في 23 مايو 1968 في آمورباخ في ألمانيا.

## وصلات خارجية
- فينس إيبرت على موقع IMDb (الإنجليزية)
- فينس إيبرت على موقع مونزينجر (الألمانية)
- فينس إيبرت على موقع ميوزك برينز (الإنجليزية)
- فينس إيبرت على موقع ديسكوغز (الإنجليزية)
- فينس إيبرت على موقع قاعدة بيانات الفيلم (الإنجليزية)
- فينس إيبرت على موقع كينوبويسك (الروسية)